# 丹尼斯·杜瓦尔
丹尼斯·杜瓦尔（英語：Dennis DuVal，1952年3月31日—），美国NBA联盟前职业篮球运动员。他在1974年的NBA选秀中第2轮第12顺位被华盛顿子弹选中。